# Сехніце
Сехні́це (пол. Siechnice, нім. Tschechnitz) — місто в південно-західній Польщі, на річці Олава.
Належить до Вроцлавського повіту Нижньосілезького воєводства.

## Демографія
Демографічна структура станом на 31 березня 2011 року:
|          | Загалом | Допрацездатний вік | Працездатний вік | Постпрацездатний вік |
| -------- | ------- | ------------------ | ---------------- | -------------------- |
| Чоловіки | 2622    | 532                | 1936             | 154                  |
| Жінки    | 2754    | 467                | 1888             | 399                  |
| Разом    | 5376    | 999                | 3824             | 553                  |